# Nürnberg Ice Tigers
Die Nürnberg Ice Tigers sind eine deutsche Eishockeymannschaft aus Nürnberg (offizielle Abkürzung: NIT), die als Gründungsmitglied seit 1994 in der Deutschen Eishockey Liga spielt und in deren Ewiger Tabelle auf Platz 4 rangiert. Von 2009 bis 2020 firmierte sie unter dem Namen Thomas Sabo Ice Tigers, nach dem, während dieser Zeit engagierten Hauptsponsor aus der Schmuckbranche, Thomas Sabo. Im Jahr 1995 wurde die Profimannschaft als Gesellschaft mit beschränkter Haftung aus dem 1980 gegründeten EHC 80 Nürnberg ausgegliedert und nahm unter dem Namen Nürnberg Ice Tigers am Spielbetrieb der DEL teil. In den Jahren 2006 bis 2009 trat das Team unter dem Namen Sinupret Ice Tigers an, nach einem Produkt des Hauptsponsors Bionorica. Als Stammverein der Nürnberg Ice Tigers fungiert seit dem 4. Juni 2009 wieder der ursprüngliche Verein EHC 80 Nürnberg. In der Saison 2008/09 hatte nach Differenzen mit dem Verein kurz der benachbarte Höchstadter EC die Rolle des Stammvereins übernommen. Nach 14 Spielzeiten mit Namenssponsoring kehrte der fränkische Profi-Eishockeyklub im Mai 2020 zu seinem vorherigen Namen zurück.
Der bislang größte Erfolg des Clubs, der seine Heimspiele in der 2001 eröffneten PSD Bank Nürnberg Arena austrägt, war das Erringen der deutschen Vizemeisterschaft in den Jahren 1999 und 2007. Die Vereinsfarben der Nürnberg Ice Tigers sind rot und blau.

## Geschichte

### EHC 80 Nürnberg (1980–1995)
Nach dem Ende der SG Nürnberg (Klarname Spielgemeinschaft HG Nürnberg/Club am Marienberg Nürnberg) – eines seit 1958/59 in der 2. Eishockeyspielklasse mitspielenden Vereins – wurde 1980 der EHC 80 Nürnberg gegründet und begann in der Saison 1980/81 den Spielbetrieb im Bayerischen Eissportverband. Die Heimspiele fanden ab diesem Zeitpunkt in der Linde Eishalle statt, welche sich in der Äußeren Bayreuther Straße, an Stelle des heutigen Einkaufszentrums Mercado, befand. Nach einer Saison in der Eishockey-Bayernliga (1981/1982) und in der Regionalliga Süd 1982/1983 gelang dem EHC der Aufstieg in die Oberliga Süd 1983/84. Ab der Saison 1987/88 spielte die Mannschaft wieder in der 2. Eishockey-Bundesliga mit. Nach der Aufnahme in die Deutsche Eishockey Liga am 13. Juni 1994, landete der EHC 80 Nürnberg am Ende der Hauptrunde auf dem zwölften Rang und qualifizierte sich damit für die Play-offs. Dort schied man in der ersten Runde, dem Achtelfinale, gegen die Düsseldorfer EG chancenlos aus.
| Saison  | Verein | Liga          | Klasse | Gruppe | Platzierung | PO    | PD | Endplatzierung   |
| ------- | ------ | ------------- | ------ | ------ | ----------- | ----- | -- | ---------------- |
| 1980/81 | EHC 80 | Landesliga    | V I    | Nord   | Meister     | BLL   |    | Meister ↑        |
| 1981/82 | EHC 80 | Bayernliga    | V      | –      |             |       |    | 4. Platz ↑       |
| 1982/83 | EHC 80 | Regionalliga  | I V    | Süd    | 1. Platz    | X     |    | Halbfinale ↑     |
| 1983/84 | EHC 80 | Oberliga      | I I I  | Süd    | 12. Platz   |       | X  | 2. Gruppe A      |
| 1984/85 | EHC 80 | Oberliga      | I I I  | Süd    | Meister     | OL    |    | Vizemeister      |
| 1985/86 | EHC 80 | Oberliga      | I I I  | Süd    | Meister     | OL    |    | Meister          |
| 1986/87 | EHC 80 | Oberliga      | I I I  | Süd    | 3. Platz    | 2. BL |    | 4. Gruppe A ↑    |
| 1987/88 | EHC 80 | 2. Bundesliga | I I    | Süd    | 10. Platz   |       | X  | 1. Gruppe B      |
| 1988/89 | EHC 80 | 2. Bundesliga | I I    | Süd    | 3. Platz    | 1. BL |    | 8. Platz         |
| 1989/90 | EHC 80 | 2. Bundesliga | I I    | Süd    | Vizemeister | 1. BL |    | 6. Platz         |
| 1990/91 | EHC 80 | 2. Bundesliga | I I    | Süd    | Meister     | 2. BL |    | 4. Platz         |
| 1991/92 | EHC 80 | 2. Bundesliga | I I    | Süd    | 3. Platz    | 2. BL |    | 3. Platz         |
| 1992/93 | EHC 80 | 2. Bundesliga | I I    | –      | 3. Platz    | X     |    | Halbfinale       |
| 1993/94 | EHC 80 | 2. Bundesliga | I I    | –      | 3. Platz    | X     |    | Halbfinale ↑ DEL |

Quelle: passionhockey.com, Quelle: rodi-db.de Auf-/Abstieg ↑ ↓

### Nürnberg Ice Tigers (1995–2007)
Ab der Saison 1995/96 wurde die 1. Eishockeymannschaft in Nürnberg Ice Tigers umbenannt. Man konnte erneut nur ein durchschnittliches Jahr spielen und belegte den elften Rang. In den Play-offs schied man gegen den deutschen Rekordmeister Adler Mannheim mit 2:3 aus Nürnberger Sicht aus.
Die darauffolgende Spielzeit verlief weitaus schlechter. Nach einem katastrophalen vorletzten Platz in der Vorrunde landete das Team auch in der anschließenden Relegationsrunde nur auf dem neunten Platz. Dies bedeutete, in den Play-downs antreten zu müssen, um den Abstieg aus der DEL zu verhindern. In der ersten Runde traf die Mannschaft auf die Schwenninger Wild Wings, die ihrer Favoritenrolle gerecht wurden und die Ice Tigers in der Serie mit 4:1 schlugen. In der zweiten Playdownrunde traten die Tigers gegen die Wedemark Scorpions an und setzten sich mit 3:1 durch. Damit verblieb der Klub in der höchsten deutschen Spielklasse.
In der Spielzeit 1998/99 konnten die Verantwortlichen der Ice Tigers namhafte Spieler wie Kapitän Sergio Momesso, Jason Miller, Sergej Stas, Martin Jiranek und Torhüter Andrej Mezin unter Vertrag nehmen. Folgerichtig konnte man sich nach der Vorrunde souverän als erster für die Play-offs qualifizieren. Im Viertelfinale traf man auf die Augsburger Panther. In einer hart umkämpften Serie setzte sich das Team mit 3:2 durch und zog damit erstmals ins Halbfinale ein. Dort wartete mit den Frankfurt Lions ein weiterer Meisterschaftskandidat. Trotz der relativ ausgeglichenen Ausgangslage schlug man die Lions mit 3:0 und stand somit im Finale um die deutsche Meisterschaft. Im Finale hieß der Gegner Adler Mannheim. Das erste Spiel konnte man 2:1 nach Verlängerung für sich entscheiden. Trotzdem verloren die Nürnberger am Ende knapp mit 2:3 und wurden nur Vizemeister.
Dennoch war dies eine der erfolgreichsten Spielzeiten in der Geschichte des Nürnberger Eishockeysports. Da die damalige Spielstätte in der „Linde Halle“ nur über zwei beengt, nah beieinander liegenden Umkleidekabinen verfügte und die Halle mit 4200 Plätzen (davon 800 Sitzplätze) nicht mehr dem internationalen Standard entsprach, entschloss man sich mit der Stadt Nürnberg zum Bau der „Arena Nürnberg“. Am 18. Februar 2001 fand das erste Spiel in der neuen Heimspielstätte statt. Trotz der neuen Halle verliefen die folgenden sechs Jahre immer nach demselben Muster: Gleich wie erfolgreich die Punkterunde verlief, schieden die Ice Tigers ab der Saison 2000/01 sechs Mal in Folge in der ersten Runde der Play-offs aus.

### Sinupret Ice Tigers (2007–2009)
Zur Saison 2006/07 wurde die Mannschaft nach dem Sponsor Bionorica AG, Neumarkt in „Sinupret Ice Tigers“ umbenannt. Nach der erneuten Qualifikation für die Meisterschaftsendrunde gelang es in diesem Jahr, die Serie endlich zu durchbrechen und bis ins Finale vorzudringen. Dort unterlagen sie den favorisierten Adlern Mannheim und wurden zum zweiten Mal in der Vereinsgeschichte Vizemeister.
Mit der Vizemeisterschaft stiegen die Erwartungen und zur Saison 2007/08 wurde im Umfeld die erste deutsche Meisterschaft herbeigesehnt. Zunächst sah es so aus, als ob dieses Unterfangen auch endlich gelingen sollte. Vielversprechende Namen wie z. B. Ahren Spylo oder der Verteidiger Shane Peacock wurden nach Nürnberg transferiert. Nach der Hauptrunde belegten die Ice Tiger verdient den ersten Platz und galten ab sofort als erster Meisterschaftsanwärter. Souveräne Siege gegen die Spitzenteams aus Köln und Berlin machten Mut für die anschließenden Play-offs. Dort spielte die Mannschaft im Viertelfinale zunächst gegen die DEG Metrostars, die sich vorher nur mit viel Mühe gegen die Hannover Scorpions in den Pre-Play-offs durchsetzen konnte.
Als Favorit ging man in die Serie und konnte im ersten Spiel der Serie schon nach dreieinhalb Minuten durch Ahren Spylo in Führung gehen, tat sich dann aber gegen die Düsseldorfer sichtlich schwer. Trotzdem gewann man das erste Spiel und hatte damit den psychologischen Vorteil gegenüber den Metro Stars. Auch im zweiten Spiel hatte man sichtlich Probleme. Trotz einer erneuten frühen Führung verlor man das Spiel mit 1:2. Die folgenden drei Spiele konnten ebenfalls allesamt nicht gewonnen werden. Die DEG Metro Stars zogen somit überraschend ins Halbfinale ein, während der Meister der regulären Saison erstmals in der Geschichte der DEL bereits im Viertelfinale ausscheiden musste. Damit war die Saison für die Nürnberg Ice Tigers bereits nach dem Viertelfinale beendet. Erste Konsequenz war der Rücktritt des langjährigen Erfolgstrainers Benoît Laporte.

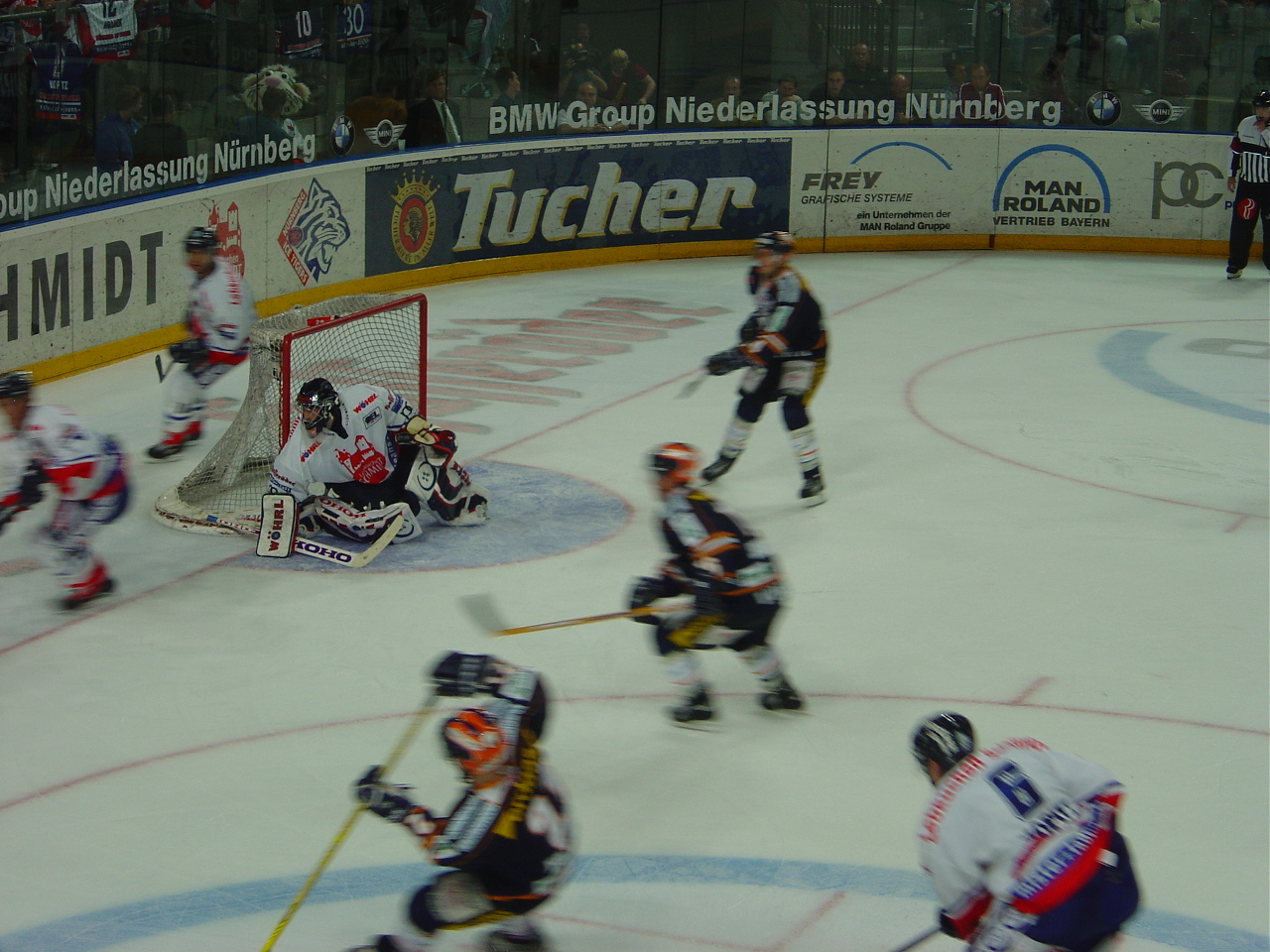
Die Tigers in der Defensivarbeit

Als Hauptrundenerster haben die Ice Tigers allerdings das Recht, sich für die neu gegründete Champions Hockey League zu qualifizieren. Am 8. Januar 2008 gab Alleingesellschafter Günther Hertel bekannt, dass die Ice Tigers nicht mehr zahlungsfähig seien, wenn nicht innerhalb der näheren Zukunft neue Sponsoren gefunden würden. Drei Monate später, am 10. März 2008, gab Günther Hertel auf einer Pressekonferenz bekannt, dass der DEL-Standort Nürnberg bestehen bleibe. Der Verein entging damit zum zweiten Mal innerhalb von wenigen Jahren einer Insolvenz. Günther Hertel, der den Verein als Eishockeyliebhaber führt, wollte damit verhindern, dass er wie in den letzten Jahren auftretende Defizite aus dem Privatvermögen ausgleichen muss.
Zur Saison 2008/09 trennten sich die Sinupret Ice Tigers von ihrem Stammverein, dem EHC 80 Nürnberg. Seit Jahren führte die Gesellschaft und der Verein einen Streit, u. a. stellte der Stammverein überzogene Forderungen an die Ice Tigers. Mit dem Höchstadter EC fand man einen neuen Kooperationspartner.

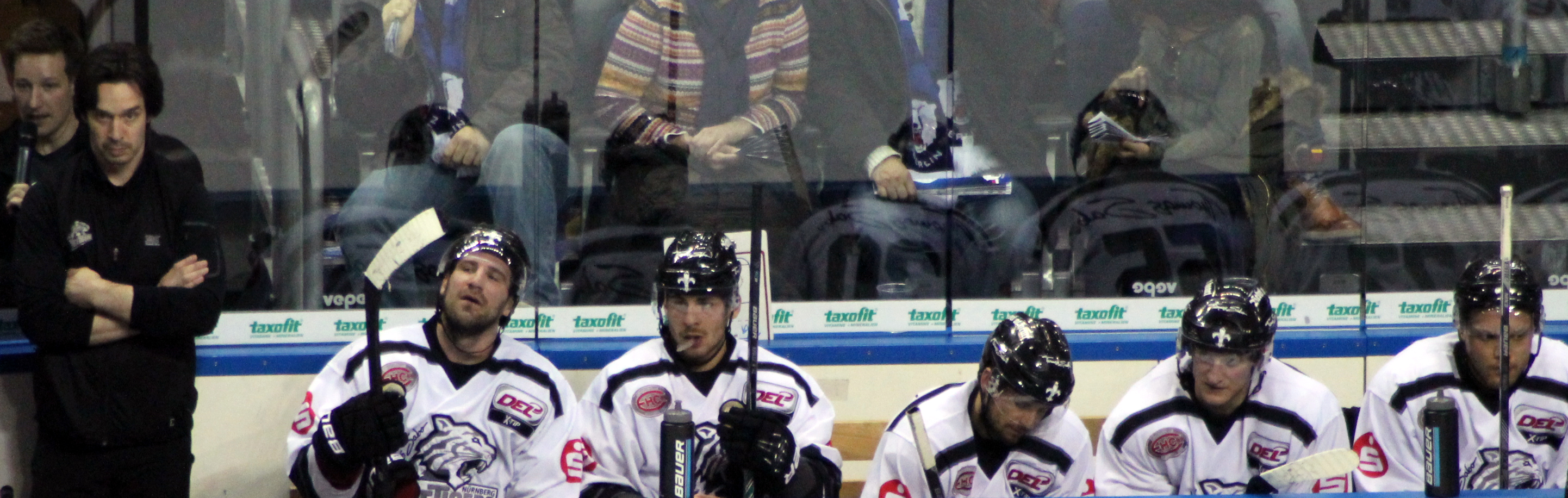
Spielerbank in der O2-World Berlin (Spiel gegen Eisbären Berlin) am
15. Februar 2015

Im September 2008 nahmen die Sinupret Ice Tigers als Vorrundenerster des Vorjahres an der Qualifikation zur neu gegründeten Champions Hockey League teil. Dabei traf man auf den SC Bern aus der Schweiz sowie auf den HC Košice aus der Slowakei. Das erste Spiel gegen den Vorrundenersten der Schweizer Nationalliga A fand am 13. September 2008 in der heimischen Arena Nürnberger Versicherung statt. Mit Christian Laflamme konnte das Nürnberger Management ausschließlich für dieses Turnier einen ehemaligen Spieler reaktivieren. Die Ice Tigers verloren die Partie nach einem harten Kampf mit 1:4 vor über 5.000 Zuschauern. Nachdem der SC Bern auch das zweite Spiel gegen HC Kosice gewonnen hatte, konnten sich die Nürnberger, für das vor allem finanziell lukrative Turnier, nicht mehr qualifizieren. Die Begegnung gegen den slowakischen Vertreter HC Kosice gewannen die Ice Tigers mit 5:3.
Im November 2008 wurde bekannt, dass die GmbH zahlungsunfähig ist. Daraufhin wurde am 25. November 2008 unter dem Aktenzeichen 8000 IN 1963/08 vom Amtsgericht Nürnberg ein vorläufiger Insolvenzverwalter für die GmbH eingesetzt, der bis zum 30. Dezember 2008 das Insolvenzgutachten erstellte. Am 26. März 2009 zog sich der bisherige Trikotsponsor Bionorica zurück, sodass ein Insolvenzverfahren innerhalb der folgenden zwei Wochen eröffnet worden wäre, hätten sich keine weiteren Investoren gefunden. Die Eröffnung des Insolvenzverfahrens hätte den Verlust der DEL-Lizenz zur Folge gehabt.

### Thomas Sabo Ice Tigers (2009–2020)
Anfang April 2009 übernahm eine Investorengruppe um den Schmuckhersteller Thomas Sabo die Ice Tigers GmbH, sodass die Insolvenz abgewendet und der Spielbetrieb in der Saison 2009/10 gesichert wurde. Im April 2019 gab der Klub eine Neuausrichtung mit stärkerer Betonung der Arbeit mit jungen Spielern bekannt. Der bisherige Sportliche Leiter des EHC 80 Nürnberg, André Dietzsch, übernahm bei den Ice Tigers das Amt des Sportdirektors, neuer Trainer wurde Kurt Kleinendorst. Für Martin Jiranek endete nach sechs Jahren als sportlicher Verantwortlicher seine Arbeit in Nürnberg.
Im August 2018 gab Thomas Sabo bekannt, seinen zum 30. April 2020 auslaufenden Sponsorenvertrag nicht verlängern zu wollen.

### Nürnberg Ice Tigers (seit 2020)
Im Mai 2020 wurde bekannt gegeben, dass die Mannschaft zum Namen „Nürnberg Ice Tigers“ zurückkehren wird. Im Juni 2020 wurde NCP Engineering als neuer Hauptsponsor vorgestellt.

### Platzierungen seit Gründung der DEL
Zur Saison 1994/95 wurde die Eishockey-Bundesliga durch die Deutsche Eishockey Liga ersetzt, in der die Nürnberg Ice Tigers als Gründungsmitglied zum ersten Mal in der Vereinsgeschichte in der höchsten deutschen Spielklasse starteten.
Die größten Erfolge waren die beiden Vizemeisterschaften in den Jahren 1999 und 2007, in denen die Ice Tigers im Finale jeweils an Adler Mannheim scheiterten. In der Saison 2007/08 belegte die Mannschaft den ersten Platz nach der Vorrunde und ging somit als Favorit in die Play-offs. Anschließend schied das Team in der ersten Runde gegen die DEG Metro Stars aus, die sich erst über die Pre-Play-offs für das Viertelfinale qualifiziert hatten.
2013 und 2014 kamen die Nürnberger ins Playoff-Viertelfinale, 2016 und 2017 schied man jeweils in der Vorschlussrunde gegen Wolfsburg aus.
| Saison  | Name                   | Vorrunde     | Saisonabschluss                                                            | Zuschauer Ø |
| ------- | ---------------------- | ------------ | -------------------------------------------------------------------------- | ----------- |
| 1994/95 | EHC 80 Nürnberg        | 12. Platz    | Play-off-Achtelfinale gegen Düsseldorfer EG (1:4)                          | 3.272       |
| 1995/96 | Nürnberg Ice Tigers    | 11. Platz    | Play-off-Achtelfinale gegen Adler Mannheim (2-3)                           | 3.237       |
| 1996/97 | Nürnberg Ice Tigers    | 15. Platz    | 2. Play-down-Runde gegen ESC Wedemark (3-1)                                | 2.525       |
| 1997/98 | Nürnberg Ice Tigers    | 12. Platz    | 1. Play-off-Qualifikation gegen Schwenningen (2-3)                         | 2.747       |
| 1998/99 | Nürnberg Ice Tigers    | 1. Platz     | Play-off-Finale gegen Adler Mannheim (2-3)                                 | 3.724       |
| 1999/00 | Nürnberg Ice Tigers    | 10. Platz    | Die Play-offs wurden nicht erreicht                                        | 3.313       |
| 2000/01 | Nürnberg Ice Tigers    | 5. Platz     | Play-off-Viertelfinale gegen Kassel Huskies (1-3)                          | 4.359       |
| 2001/02 | Nürnberg Ice Tigers    | 4. Platz     | Play-off-Viertelfinale gegen Kassel Huskies (1-3)                          | 5.432       |
| 2002/03 | Nürnberg Ice Tigers    | 5. Platz     | Play-off-Viertelfinale gegen Adler Mannheim (1-4)                          | 5.199       |
| 2003/04 | Nürnberg Ice Tigers    | 2. Platz     | Play-off-Viertelfinale gegen ERC Ingolstadt (2-4)                          | 5.542       |
| 2004/05 | Nürnberg Ice Tigers    | 3. Platz     | Play-off-Viertelfinale gegen Adler Mannheim (2-4)                          | 5.363       |
| 2005/06 | Nürnberg Ice Tigers    | 4. Platz     | Play-off-Viertelfinale gegen Kölner Haie (0-4)                             | 5.091       |
| 2006/07 | Sinupret Ice Tigers    | 3. Platz     | Play-off-Finale gegen Adler Mannheim (0-3)                                 | 5.285       |
| 2007/08 | Sinupret Ice Tigers    | 1. Platz     | Play-off-Viertelfinale gegen die DEG Metro Stars (1-4)                     | 5.269       |
| 2008/09 | Sinupret Ice Tigers    | 5. Platz     | Play-off-Viertelfinale gegen die Adler Mannheim (1-4)                      | 4.583       |
| 2009/10 | Thomas Sabo Ice Tigers | 5. Platz     | Play-off-Viertelfinale gegen die Hannover Scorpions (2-3)                  | 4.233       |
| 2010/11 | Thomas Sabo Ice Tigers | 10. Platz    | Pre-Play-off gegen Adler Mannheim (0-2)                                    | 4.745       |
| 2011/12 | Thomas Sabo Ice Tigers | 13. Platz    | –                                                                          | 4.112       |
| 2012/13 | Thomas Sabo Ice Tigers | 7. Platz     | Pre-Play-off gegen Grizzly Adams Wolfsburg (1-2)                           | 5.950       |
| 2013/14 | Thomas Sabo Ice Tigers | 3. Platz     | Play-off-Viertelfinale gegen Grizzly Adams Wolfsburg (2-4)                 | 5.210       |
| 2014/15 | Thomas Sabo Ice Tigers | 8. Platz     | Play-off-Viertelfinale gegen Adler Mannheim (1-4)                          | 5.116       |
| 2015/16 | Thomas Sabo Ice Tigers | 6. Platz     | Play-off-Halbfinale gegen Grizzlys Wolfsburg (2-4)                         | 5.700       |
| 2016/17 | Thomas Sabo Ice Tigers | 3. Platz     | Play-off-Halbfinale gegen Grizzlys Wolfsburg (2-4)                         | 5.669       |
| 2017/18 | Thomas Sabo Ice Tigers | 3. Platz     | Play-off-Halbfinale gegen Eisbären Berlin (2-4)                            | 6.042       |
| 2018/19 | Thomas Sabo Ice Tigers | 10. Platz    | Pre-Playoffs / Play-off-Viertelfinale gegen Adler Mannheim (1-4)           | 5.359       |
| 2019/20 | Thomas Sabo Ice Tigers | 8. Platz     | Die Saison wurde auf Grund der COVID-19-Pandemie nach der Vorrunde beendet | 5.104       |
| 2020/21 | Nürnberg Ice Tigers    | 7. Platz Süd | –                                                                          | –           |
| 2021/22 | Nürnberg Ice Tigers    | 8. Platz     | Pre-Playoffs gegen Düsseldorfer EG (1-2)                                   | 2.179       |
| 2022/23 | Nürnberg Ice Tigers    | 9. Platz     | Pre-Playoffs gegen Fischtown Pinguins Bremerhaven (0-2)                    | 4.598       |
| 2023/24 | Nürnberg Ice Tigers    | 10. Platz    | Pre-Playoffs gegen Adler Mannheim (0-2)                                    | 5.726       |
| 2024/25 | Nürnberg Ice Tigers    | 8. Platz     | Pre-Playoffs / Play-off-Viertelfinale gegen ERC Ingolstadt (2-4)           | 6.088       |
| 2025/26 | Nürnberg Ice Tigers    |              |                                                                            |             |

Quelle: eishockey-online.com

### Erfolge
Nürnberg Ice Tigers
- Deutscher Vizemeister: 1999, 2007

EHC 80 Nürnberg
- Aufnahme in die DEL (Gründungsmitglied): 1994
- Deutscher Zweitligameister Süd: 1991
- Deutscher Zweitliga-Vizemeister Süd: 1990
- Aufstieg in die 2. Eishockey-Bundesliga: 1987
- Deutscher Oberliga-Meister: 1986
- Süddeutscher Meister: 1985, 1986
- Aufstieg in die Oberliga: 1983
- Bayrischer Landesligameister: 1981
- Bayrischer Landesligameister Nord: 1981
- Aufstieg in die Regionalliga (Eishockey-Bayernliga): 2007, 2011
- Bayrischer Landesligameister: 2007, 2011
- Bayrischer Landesligameister Nord: 2005
- Bayerischer Landesliga-Vizemeister Nord: 2003, 2006, 2011
- Bayrischer Landesligameister Nord: 1985
- Bayrischer Bezirksligameister Nord: 2014
- Deutscher Schülermeister: 2019

## Mannschaft

### Kader der Saison 2024/25

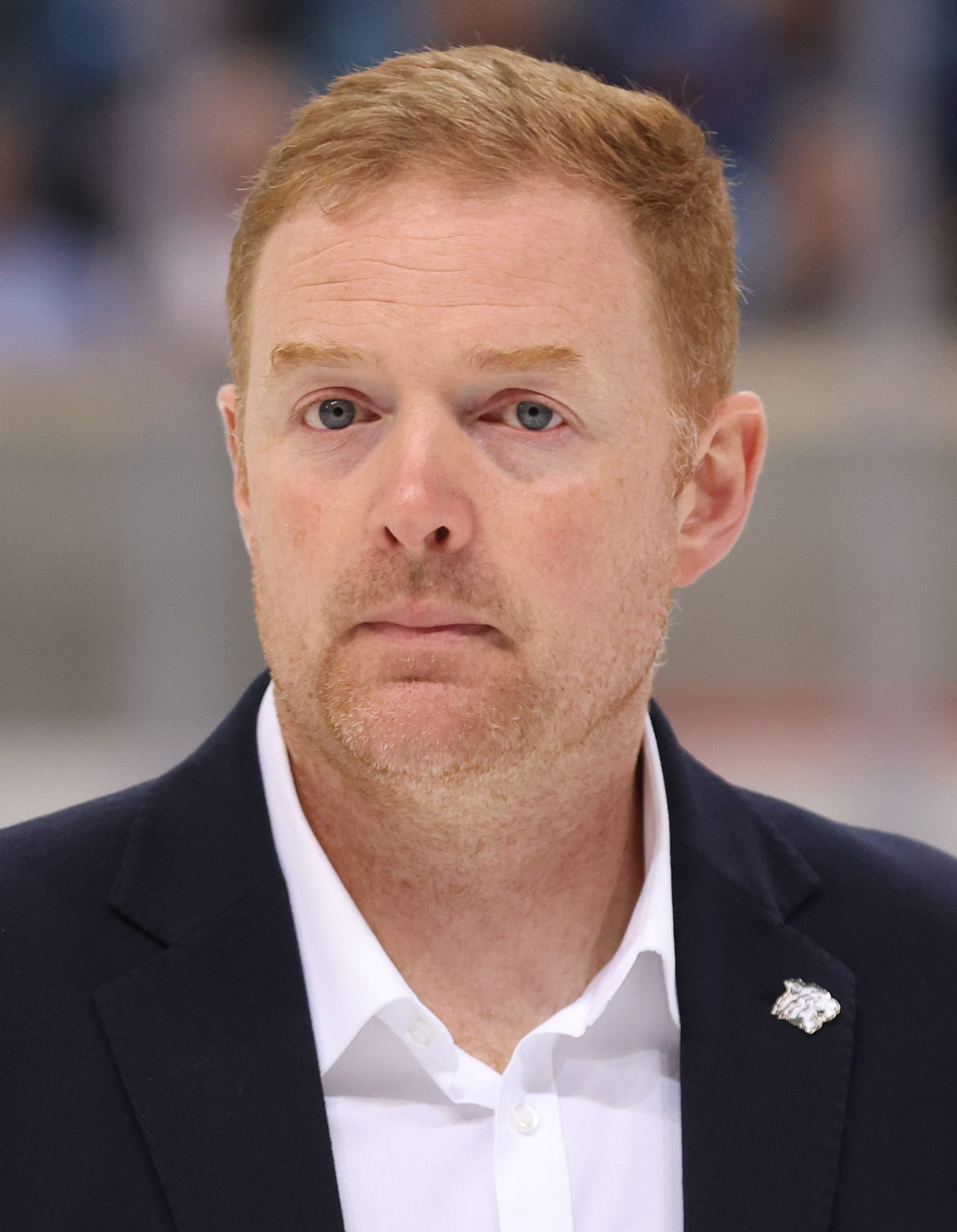
Mitch O’Keefe
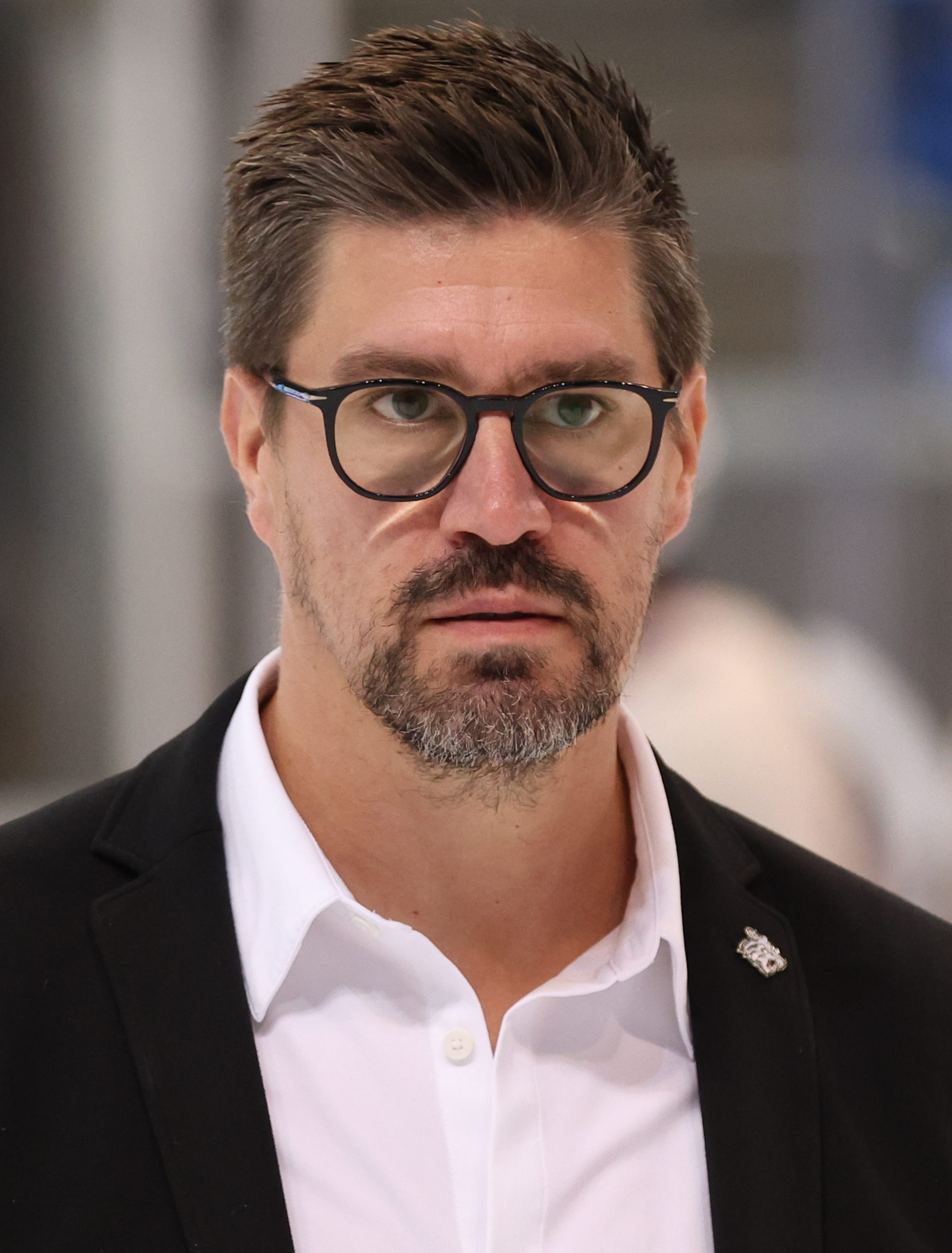
Jochen Hecht
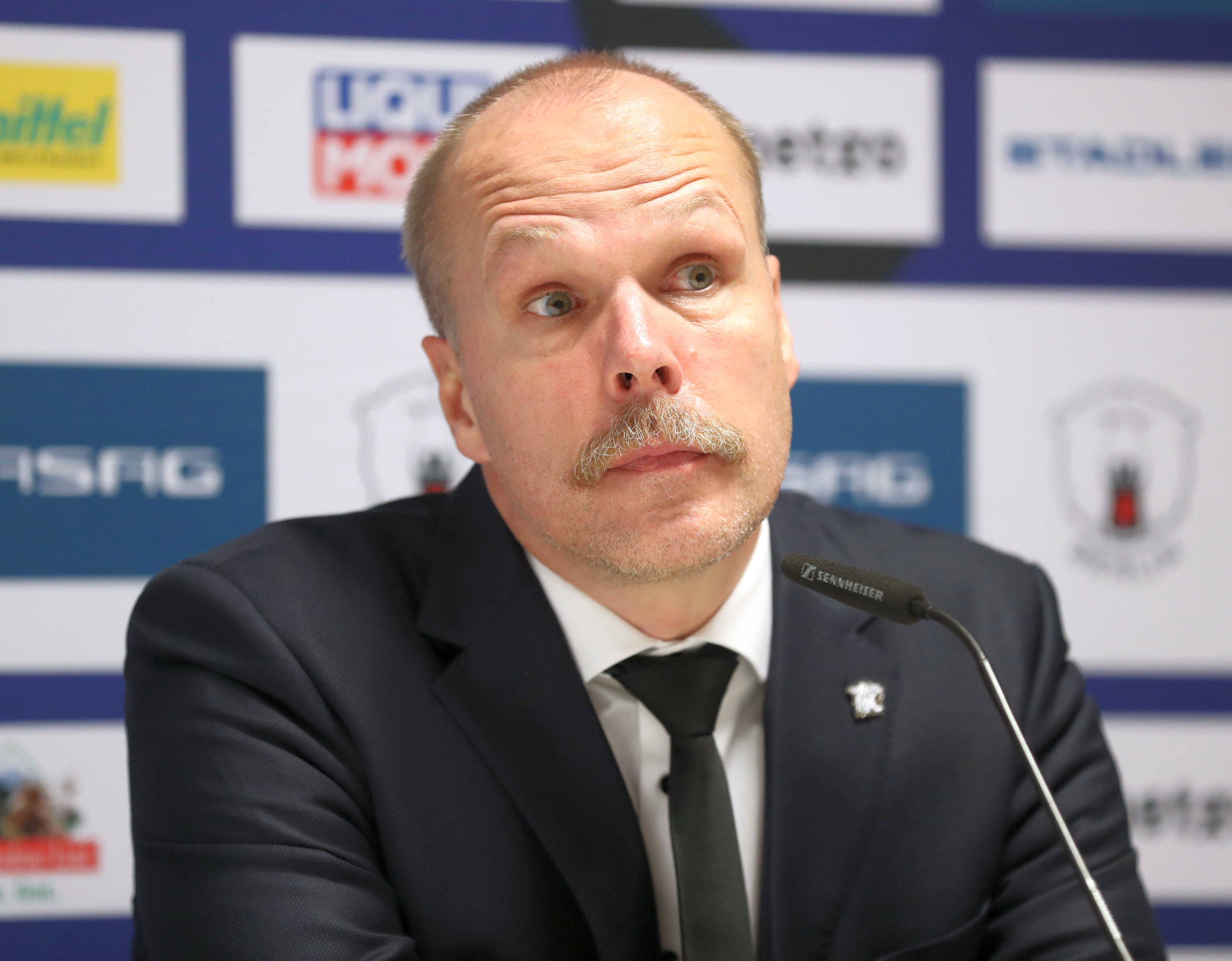
Stefan Ustorf

Stand: 13. Juli 2025
| Nr. | Nat.               | Spieler             | Pos. | Geburtsdatum       | im Team seit | Geburtsort                                   |
| --- | ------------------ | ------------------- | ---- | ------------------ | ------------ | -------------------------------------------- |
|     | Kanada             | Evan Fitzpatrick    | G    | 28. Januar 1998    | 2025         | St. John’s, Neufundland und Labrador, Kanada |
| 31  | Deutschland        | Niklas Treutle      | G    | 29. April 1991     | 2017         | Nürnberg, Deutschland                        |
| 9   | Deutschland        | Justus Böttner      | D    | 17. Mai 2002       | 2023         | Arnstadt, Deutschland                        |
| 90  | Deutschland        | Constantin Braun    | D    | 11. März 1988      | 2023         | Lampertheim, Deutschland                     |
| 74  | Vereinigte Staaten | Cody Haiskanen      | D    | 27. März 1997      | 2024         | Fargo, North Dakota, USA                     |
| 47  | Kanada             | Owen Headrick       | D    | 23. August 1997    | 2024         | Garden River, Ontario, Kanada                |
| 6   | Deutschland        | Julius Karrer       | D    | 6. Juni 2000       | 2020         | Berlin, Deutschland                          |
| 18  | Deutschland        | Maximilian Merkl    | D    | 27. Juni 2006      | 2018         | Nürnberg, Deutschland                        |
|     | Deutschland        | Jakob Weber         | D    | 22. Januar 2004    | 2025         | Qaraghandy, Kasachstan                       |
| 24  | Deutschland        | Marcus Weber – C    | D    | 2. November 1992   | 2013         | Garmisch-Partenkirchen, Deutschland          |
| 29  |                    | Eugen Alanov        | LW   | 29. September 1995 | 2024         | Öskemen, Kasachstan                          |
|     | Deutschland        | Timo Bakos          | F    | 28. Juli 2000      | 2025         | Augsburg, Deutschland                        |
| 10  | Vereinigte Staaten | Evan Barratt        | C    | 18. Februar 1999   | 2023         | Bristol, Pennsylvania, USA                   |
| 75  |                    | Samuel Dove-McFalls | LW   | 10. April 1997     | 2024         | Montréal, Québec, Kanada                     |
| 44  | Deutschland        | Josef Eham          | F    | 29. Juli 2002      | 2024         | Hausham, Deutschland                         |
| 95  | Vereinigte Staaten | Charlie Gerard      | C    | 19. November 1995  | 2023         | Rocky River, Ohio, USA                       |
| 77  | Vereinigte Staaten | Will Graber         | C    | 3. Juni 1996       | 2024         | Broomfield, Colorado, USA                    |
| 49  | Deutschland        | Thomas Heigl        | F    | 20. Januar 2003    | 2024         | Bad Tölz, Deutschland                        |
| 73  | Deutschland        | Roman Kechter       | F    | 16. Februar 2004   | 2022         | Weilheim in Oberbayern, Deutschland          |
| 14  | Vereinigte Staaten | Cole Maier          | C    | 24. Juni 1995      | 2023         | Pequannock, New Jersey, USA                  |
|     | Kanada             | Greg Meireles       | C    | 1. Januar 1999     | 2025         | Ottawa, Ontario, Kanada                      |
|     | Vereinigte Staaten | Tyler Spezia        | LW   | 7. Juni 1993       | 2025         | Clinton Township, Michigan, USA              |
| 48  |                    | Jake Ustorf         | F    | 28. Juli 1997      | 2021         | Waynesville, Ohio, USA                       |

Trainerstab
| Tätigkeit      | Nat.               | Name          | Geburtsdatum   | Im Team seit | Geburtsort               |
| -------------- | ------------------ | ------------- | -------------- | ------------ | ------------------------ |
| Trainer        | Kanada             | Mitch O’Keefe | 29. März 1984  | 2024         | Almonte, Ontario, Kanada |
| Co-Trainer     | Deutschland        | Jochen Hecht  | 21. Juni 1977  | 2024         | Mannheim, Deutschland    |
| Torwarttrainer | Kanada-Deutschland | Varian Kirst  | 11. Juni 1977  | 2024         | Montréal, Québec, Kanada |
| Sportdirektor  | Deutschland        | Stefan Ustorf | 3. Januar 1974 | 2021         | Kaufbeuren, Deutschland  |

- Mitch O’Keefe
- Jochen Hecht
- Stefan Ustorf

### Bedeutende frühere Mannschaften

#### Deutscher Vizemeister 1999
| Position      | Name |
| ------------- | --- |
| Tor:          | Andrej Mesin, Michel Valliere |
| Verteidigung: | Ivan Droppa, Sjarhej Stas, Per Lundell, Daniel Kunce, Kevin Grant, Torsten Kienass, Heiko Smazal, Liam Garvey |
| Sturm:        | Sergio Momesso, Jarno Peltonen, Jozef Čierny, Martin Reichel, Wadym Schachrajtschuk, Martin Jiranek, Dimitri Dudik, John Craighead, Sven Valenti, Roland Ramoser, Leszek Laszkiewicz, Florian Roth, Chris Straube, Jason Miller |
| Trainer:      | Peter Ihnačák |

#### Deutscher Vizemeister 2007
| Position      | Name |
| ------------- | --- |
| Tor:          | Jan Guryca, Jean-François Labbé, Lukas Lang |
| Verteidigung: | Anton Bader, Rich Brennan, David Cespiva, Josef Frank, Christian Laflamme, Michel Périard, Jame Pollock, Stefan Schauer |
| Sturm:        | Gert Acker, Colin Beardsmore, Shawn Carter, Petr Fical, Adrian Grygiel, Martin Jiranek, Scott King, Greg Leeb, Justin Mapletoft, Ulrich Maurer, Florian Ondruschka, Thomas Pielmeier, Aleksander Polaczek, Andre Savage, Brian Swanson |
| Trainer:      | Benoît Laporte |

## Spieler

### Gesperrte Trikotnummern
| Name              | #  | Position | Zeit beim Verein     | Anmerkungen |
| ----------------- | -- | -------- | -------------------- | --- |
| Martin Müller     | 4  | Stürmer  | 1984–1992            | |
| Paul Geddes       | 7  | Stürmer  | 1992–1997            | |
| Martin Jiranek    | 12 | Stürmer  | 1996–2004, 2006–2008 | Jiranek spielte insgesamt zwölf Saisons für die Ice Tigers. In dieser Zeit wurde er zweimal Vizemeister und einmal Topscorer der DEL. Weiterhin führt er alle Scorertabellen der Ice Tigers an. Insgesamt kam er auf 493 Einsätze für Nürnberg und erzielte dabei 178 Tore und 252 Assists. Sein Trikot wurde anlässlich der Saisoneröffnung am 29. August 2010 unter das Hallendach gezogen. |
| Patrick Reimer    | 17 | Stürmer  | 2012–2023            | |
| Steven Reinprecht | 28 | Stürmer  | 2012–2018            | |

### Mitglieder der Hockey Hall of Fame Deutschland
In die „Hall of Fame“ des deutschen Eishockeymuseums werden Persönlichkeiten aufgenommen, die sich um den Eishockeysport in Deutschland verdient gemacht haben. Von den aufgenommenen Akteuren wirkten in Nürnberg:
(Teamzugehörigkeit und Position in Klammern)
- Anton Biersack (1959–1962, Sturm/Verteidigung)
Biersack wurde 1950 mit dem SC Riessersee Deutscher Meister und wechselte 1959 zur SG Nürnberg, dem Vorgängerverein des EHC 80, für die er drei Jahre lang auf dem Eis stand. Als Nationalspieler nahm der Allrounder an den Weltmeisterschaften 1953 und 1954 sowie 1956 an den Olympischen Winterspielen teil.
- Jürgen Rumrich (2000–2004, Sturm)
Der Angreifer spielte in der Deutschen Eishockey Liga für die Berlin Capitals und die Kassel Huskies, bevor er 2000 zu den Nürnberg Ice Tigers wechselte. Seine aktive Karriere beendete der 182-fache Nationalspieler nach der Saison 2004/05 bei den Hamburg Freezers und ist heute als Co-Trainer der Straubing Tigers tätig.

### Vereinsinterne Rekorde
Seitdem die Ice Tigers in der Deutschen Eishockey Liga vertreten sind, hatten sie einige Spieler in ihren Reihen, die herausragende persönliche Statistiken aufweisen konnten. Neben Martin Jiranek, der in zwei Kategorien den jeweiligen Klubrekord hält, waren auch Jason Miller und Petr Fical die überragenden Spieler.
| Platz | Spieler        | Spiele |
| ----- | -------------- | ------ |
| 1.    | Martin Jiranek | 493    |
| 2.    | Greg Leeb      | 488    |
| 3.    | Patrick Reimer | 462    |
| 4.    | Petr Fical     | 394    |
| 5.    | Yasin Ehliz    | 386    |

| Platz | Spieler           | Punkte (T/A)  |
| ----- | ----------------- | ------------- |
| 1.    | Patrick Reimer    | 431 (201/230) |
| 2.    | Martin Jiranek    | 430 (178/252) |
| 3.    | Steven Reinprecht | 330 (112/218) |
| 4.    | Greg Leeb         | 290 (112/178) |
| 5.    | Yasin Ehliz       | 258 (93/165)  |

| Platz | Spieler           | Tore |
| ----- | ----------------- | ---- |
| 1.    | Patrick Reimer    | 201  |
| 2.    | Martin Jiranek    | 178  |
| 3.    | Petr Fical        | 118  |
| 4.    | Greg Leeb         | 112  |
| 4.    | Steven Reinprecht | 112  |

| Platz | Spieler           | Vorlagen |
| ----- | ----------------- | -------- |
| 1.    | Martin Jiranek    | 252      |
| 2.    | Patrick Reimer    | 230      |
| 3.    | Steven Reinprecht | 218      |
| 4.    | Greg Leeb         | 178      |
| 5.    | Yasin Ehliz       | 165      |

| Platz | Spieler        | Minuten |
| ----- | -------------- | ------- |
| 1.    | John Craighead | 576     |
| 2.    | Guy Lehoux     | 508     |
| 3.    | Jame Pollock   | 493     |

(alle Statistiken befinden sich auf dem Stand zum Ende der Saison 2019/2020)

### Weitere bekannte (ehemalige) Spieler
(Teamzugehörigkeit und Position in Klammern)
- Christian Laflamme
(2005–2008, Verteidigung)
Der Verteidiger bestritt über 300 NHL-Spiele, unter anderem für die St. Louis Blues und die Edmonton Oilers. Zudem trug er 200-mal das Trikot der Ice Tigers und kehrte im Jahr 2008 nach Nürnberg zurück, um am Qualifikationsturnier für die Champions Hockey League teilzunehmen.
- Pavel Richter
(1988–1990 Sturm)
Der ehemalige tschechoslowakische Nationalspieler bildete zusammen mit Martin Müller und Peter Just Ende der 1980er-Jahre den ersten Sturm des EHC 80 und verließ Nürnberg nach zwei Jahren, um später für verschiedene Teams in tiefklassigeren Ligen zu spielen.
- Gerhard Hegen
(1989–1994, Tor)
Der Bruder der Eishockeylegende Dieter Hegen brachte es selbst auf einige Einsätze im Trikot der Nationalmannschaft und stand Ende der 1980er Jahre im Tor des EHC 80.
- George Pesut
(1988–1990, Verteidigung)
Der Verteidiger bestritt in den 1980er-Jahren 92 NHL-Spiele für die California Seals und wechselte 1981 nach Deutschland. Pesut beendete seine Karriere 1993 beim EC Kassel.
- John Craighead
(1998–2001, Sturm)
Craighead ist mit 584 Minuten bis heute der Nürnberger Spieler mit den meisten Strafen seit dem Bestehen der DEL.[15] Zudem bestritt der US-Amerikaner in der Saison 1996/97 fünf NHL-Einsätze für die Toronto Maple Leafs und beendete seine Karriere 2005 beim britischen Erstligisten Nottingham Panthers.
- Paul Geddes
(1992–1997, Sturm)
Der ehemalige kanadische Nationalspieler stand von 1992 bis 1997 im Kader der Nürnberg Ice Tigers und erzielte für diese in 263 Partien 352 Scorerpunkte. Weitere DEL-Stationen des Angreifers waren der EV Landshut sowie die Kassel Huskies, wo er seine aktive Laufbahn 1998 beendete.
- Martin Jiranek
(1996–2004, 2006–2007, Sturm)
Der kanadische Flügelstürmer mit deutscher Staatsangehörigkeit trug von 1996 bis 2004 das Trikot der Nürnberger und ist mit 166 Toren und 234 Vorlagen erfolgreichster DEL-Scorer der Vereinsgeschichte.[15] Nach zwei Jahren in Ingolstadt kehrte der Angreifer zur Saison 2006/07 zu den Ice Tigers zurück, wo er seine Karriere nach der Spielzeit beendete.
- Sergio Momesso
(1998–1999, Sturm)
Momesso bestritt insgesamt 710 NHL-Spiele für die Montréal Canadiens, St. Louis Blues, Vancouver Canucks, Toronto Maple Leafs und New York Rangers. Von 1998 bis 1999 spielte der Kanadier eine Saison in Nürnberg, wo er in 60 Spielen 30 Tore und 40 Vorlagen erzielte.
- Yan Stastny
(2003–2005, seit 2011, Sturm)
Der Angreifer spielte unter anderem bei den St. Louis Blues, Edmonton Oilers und Boston Bruins in der NHL. Von 2003 bis 2005 stand der US-amerikanische Nationalspieler und Sohn des Hockey-Hall-of-Fame-Mitgliedes Peter Šťastný für die Nürnberg Ice Tigers in der DEL auf dem Eis. Seit Oktober 2011 spielt Yan Stastny erneut in Nürnberg.
- Otto Sýkora
(1991–1998, Sturm)
Der Tschechische Meister von 1988 wechselte 1991 von Eintracht Frankfurt zum EHC Nürnberg, für den er bis 1998 auf dem Eis stand und mit denen er sich 1994 für die Deutsche Eishockey Liga qualifizierte. Sýkora beendete seine Karriere nach der Spielzeit 1997/98 bei den Ice Tigers.
- Luciano Borsato
(2000–2002, Sturm)
Borsato bestritt insgesamt 210 NHL-Spiele für die Winnipeg Jets und wechselte 1995 in die DEL zu den Kölner Haien. Nach zwei Jahren in Finnland und der Schweiz unterschrieb der Kanadier 2000 einen Vertrag in Nürnberg, wo er seine Karriere nach der Saison 2001/02 beendete.
- Dimitrij Kotschnew
(2007–2008, Tor)
Der deutsche Nationaltorhüter stand in der Saison 2007/08 bei den Ice Tigers zwischen den Pfosten, zu denen er nach sechs Jahren bei den Iserlohn Roosters gewechselt war. Er wurde zu einem der herausragenden Torhüter der Spielzeit und wechselte anschließend zum HK Spartak Moskau in die KHL.
- Sean Brown
(2007–2008, Verteidigung)
Der Kanadier bestritt insgesamt 431 NHL-Spiele für die Vancouver Canucks, New Jersey Devils, Boston Bruins und Edmonton Oilers. In der Saison 2007/08 stand der Verteidiger für die Sinupret Ice Tigers auf dem Eis und wechselte anschließend zum Klagenfurter AC.
- Ulrich Maurer
(2004–2008, Sturm)
Der Angreifer bestritt für die Junioren-Nationalmannschaft die U18-WM 2003 sowie die Juniorenweltmeisterschaften 2004 und 2005. 2008 wechselte Ulrich Maurer nach vier Jahren in Nürnberg zum Ligakonkurrenten Augsburger Panther.
- Ahren Spylo
(2007–2008, Sturm)
Spylo trug in der Saison 2007/08 das Trikot der Sinupret Ice Tigers und wurde von den Nürnberger Fans zum Spieler der Saison gewählt. Anschließend wechselte der Kanadier, der zuvor bereits beim Ligakonkurrenten Hamburg Freezers gespielt hatte, zu Witjas Tschechow in die neu gegründete KHL.
- Petr Fical
(2003–2010, Sturm)
Fical spielte bereits bei HC Energie Karlovy Vary in der höchsten tschechischen Liga, der Extraliga, und wechselte 2003 von den Iserlohn Roosters nach Nürnberg. Der Angreifer bestritt bislang über 400 DEL-Spiele, neben Iserlohn und Nürnberg auch für die Moskitos Essen.
- Roman Turek
(1995–1996, Tor)
Der Tscheche stand in der Saison 1995/96 im Tor der Ice Tigers und wechselte anschließend in die NHL, wo er für die Dallas Stars, die St. Louis Blues und die Calgary Flames spielte. 1998/99 und 1999/2000 gewann er die William M. Jennings Trophy als Torhüter mit den wenigsten Gegentoren.
- Jame Pollock
(2005–2007, seit 2011, Verteidigung)
Der ehemalige NHL-Spieler der St. Louis Blues spielte von 2005 bis 2007 bei den Ice Tigers, bei denen er den Verteidiger-Torrekord von Chris Snell, der bis dahin bei 22 Toren in der Hauptrunde lag, einstellte. Nach Zwischenstopps in der neu gegründeten KHL und einem Engagement bei den Adler Mannheim kehrte der Kanadier zur Saison 2011/12 nach Nürnberg zurück.
- Sergej Bautin
(1999–2000, Verteidigung)
Der damalige Kapitän der russischen Nationalmannschaft spielte eine Saison in Nürnberg. Vorher war er unter anderem für Dynamo Moskau, die Detroit Red Wings und San Jose Sharks aktiv. Seine Karriere beendete er 2003 im Trikot von Metallurg Magnitogorsk.

### Teilnahmen von Spielern am All-Star-Game
Einige Spieler der Ice Tigers wurden für das DEL All-Star-Game nominiert, ein Freundschaftsspiel, welches von 1998 bis 2009 jährlich stattfand und in dem die herausragendsten Spieler der Deutschen Eishockey Liga gegeneinander antraten.
| Name              | Position    | Teilnahme(n)           | Team                      |
| ----------------- | ----------- | ---------------------- | ------------------------- |
| Vitalij Aab       | Stürmer     | 2002, 2003             | DEL All-Stars Deutschland |
| Marián Cisár      | Stürmer     | 2004                   | DEL All-Stars             |
| Petr Fical        | Stürmer     | 2005, 2006, 2007, 2008 | Deutschland Europa        |
| Thomas Greilinger | Stürmer     | 2004                   | Deutschland               |
| Martin Jiranek    | Stürmer     | 2000                   | DEL All-Stars             |
| Stéphane Julien   | Verteidiger | 2004                   | DEL All-Stars             |
| Scott King        | Stürmer     | 2007, 2008, 2009       | Nordamerika               |
| Lasse Kopitz      | Verteidiger | 2004, 2005             | Deutschland               |
| Daniel Kunce      | Verteidiger | 2000                   | Deutschland               |
| Felix Petermann   | Verteidiger | 2006                   | Deutschland               |
| Jame Pollock      | Verteidiger | 2007                   | Nordamerika               |
| Martin Reichel    | Stürmer     | 2002, 2003             | Deutschland               |
| Jürgen Rumrich    | Stürmer     | 2002                   | Deutschland               |
| Stefan Schauer    | Verteidiger | 2005, 2006             | Deutschland               |
| Marc Seliger      | Torhüter    | 2002                   | Deutschland               |
| Paul Stanton      | Verteidiger | 2002                   | DEL All-Stars             |
| Yan Stastny       | Stürmer     | 2005                   | DEL All-Stars             |
| Pascal Trépanier  | Verteidiger | 2005                   | DEL All-Stars             |

## Trainer
- 1994/95 Jozef Golonka
- 1995–1997 Jan Eysselt
- 1997–1998 Wladimir Wassiljev
- 1998–2000 Peter Ihnačák
- 2000–2002 Bob Murdoch
- 2002/03 Mike Schmidt
- 2003–2005 Greg Poss
- 2005–2008 Benoît Laporte
- 2008–2011 Andreas Brockmann
- 2011/12 Peter Draisaitl
- 2012 Jeff Tomlinson
- 2012/13 Bengt-Åke Gustafsson
- 2013–2014 Tray Tuomie
- 2014/15 Martin Jiranek
- 2015–2018 Rob Wilson
- 2018 Kevin Gaudet
- 2018/19 Martin Jiranek
- 2019/20 Kurt Kleinendorst
- 2020/21 Frank Fischöder
- 2021–2024 Tom Rowe
- seit 2024 Mitch O’Keefe

Ab der Saison 2003/04 wurden die Ice Tigers für zwei Jahre vom damaligen Bundestrainer Greg Poss trainiert, der jedoch ankündigte, sich nach dem Spieljahr 2004/05 ganz auf sein Bundestrainer-Amt zu konzentrieren. Von der Saison 2005/06 bis zum Ende der Spielzeit 2007/08 war Benoît Laporte Trainer in Nürnberg, nachdem er zuvor bei den Augsburger Panthern beschäftigt war. Obwohl am ersten Spieltag der Sinupret Ice Tigers in der DEL-Saison 2006/07 Gesellschafter Günther Hertel in einer Ansprache vor dem Spiel bekanntgegeben hatte, dass der Vertrag mit Benoît Laporte vorzeitig um weitere zwei Jahre bis 2009 verlängert wurde, wurde der Vertrag kurz nach dem Ende der Spielzeit 2007/08 beendet, da Laporte per sofort als „Feuerwehrmann“ zum Abstiegs-bedrohten EHC Basel in die Schweiz wechselte. Am 29. April 2008 gaben die Ice Tigers bekannt, dass das neue Trainergespann Andreas Brockmann (Landshut) und Martin Jiranek (EHC 80) heißen soll. Nach drei Spieltagen der Saison 2011/12 entließen die Ice Tigers Brockmann und verpflichteten Peter Draisaitl als Nachfolger bis Saisonende. Nachfolger wurde Jeff Tomlinson, zuvor Trainer der Düsseldorfer EG. Nach dem 26. Spieltag der Saison 2012/13 entließen die Ice Tigers Tomlinson. Als neuer Cheftrainer wurde Bengt-Ake Gustafsson verpflichtet, dessen Vertrag nach dem Ausscheiden der Ice Tigers gegen die Grizzly Adams Wolfsburg in den Pre-Play-offs jedoch nicht verlängert wurde.
Im April 2013 gaben die Ice Tigers bekannt, dass der bisherige Co-Trainer Tray Tuomie zur kommenden Saison das Amt des Cheftrainers übernehmen würde. Maurizio Mansi, der zuvor drei Jahre beim EHC Red Bull München unter Vertrag stand, komplettierte das neue Trainergespann. Nach erfolgreicher erster Saison wurde der Vertrag der beiden um weitere zwei Jahre verlängert. Doch der Saisonstart 2014 machte es nicht einfach für das Trainergespann Tuomie-Mansi, so dass die Ice Tigers zunehmend um die Pre-Playoffs bangen mussten. Jiranek zog Ende Dezember die Konsequenzen und entband das Trainerduo von seinen Aufgaben. Bis Saisonende übernahm Jiranek selbst den Posten des Cheftrainers und verpflichtete den zuvor in Straubing entlassenen Trainer Rob Wilson als Co-Trainer. Nach dem Erreichen der des Playoff-Viertelfinales wurde beschlossen, dass zur Saison 2015/16 Rob Wilson die Position des Cheftrainers übernimmt und Martin Jiranek neben seien Aufgaben als Manager die Co-Trainer Position besetzt.
Wilson führte die Franken 2016, 2017 und 2018 ins DEL-Playoff-Halbfinale. Anfang Mai 2018 bat er die Nürnberger aus persönlichen Gründen um die Auflösung seines Vertrages. Der Klub kam dieser Bitte nach, Nachfolger wurde Kevin Gaudet, der vorher sehr erfolgreich beim Zweitligisten Bietigheim gearbeitet hatte. Nach nur vier DEL-Spieltagen in der Saison 2018/19 wurde Gaudet freigestellt, als Begründung wurden seitens der Franken „unterschiedlichen Auffassungen über die taktische Ausrichtung und Führung der Mannschaft“ angegeben. Unter Gaudets Leitung hatte die Mannschaft in vier Spielen einen Sieg geholt.
Mitte Oktober 2021 wurde Tom Rowe Cheftrainer bei den Ice Tigers und ersetzte dort Frank Fischöder, der ab Juni 2020 Trainer des Klubs war.
Ab der Saison 2024/25 ist Mitch O’Keefe Cheftrainer der Icetigers, sein Assistent ist Jochen Hecht.

## Spielstätten

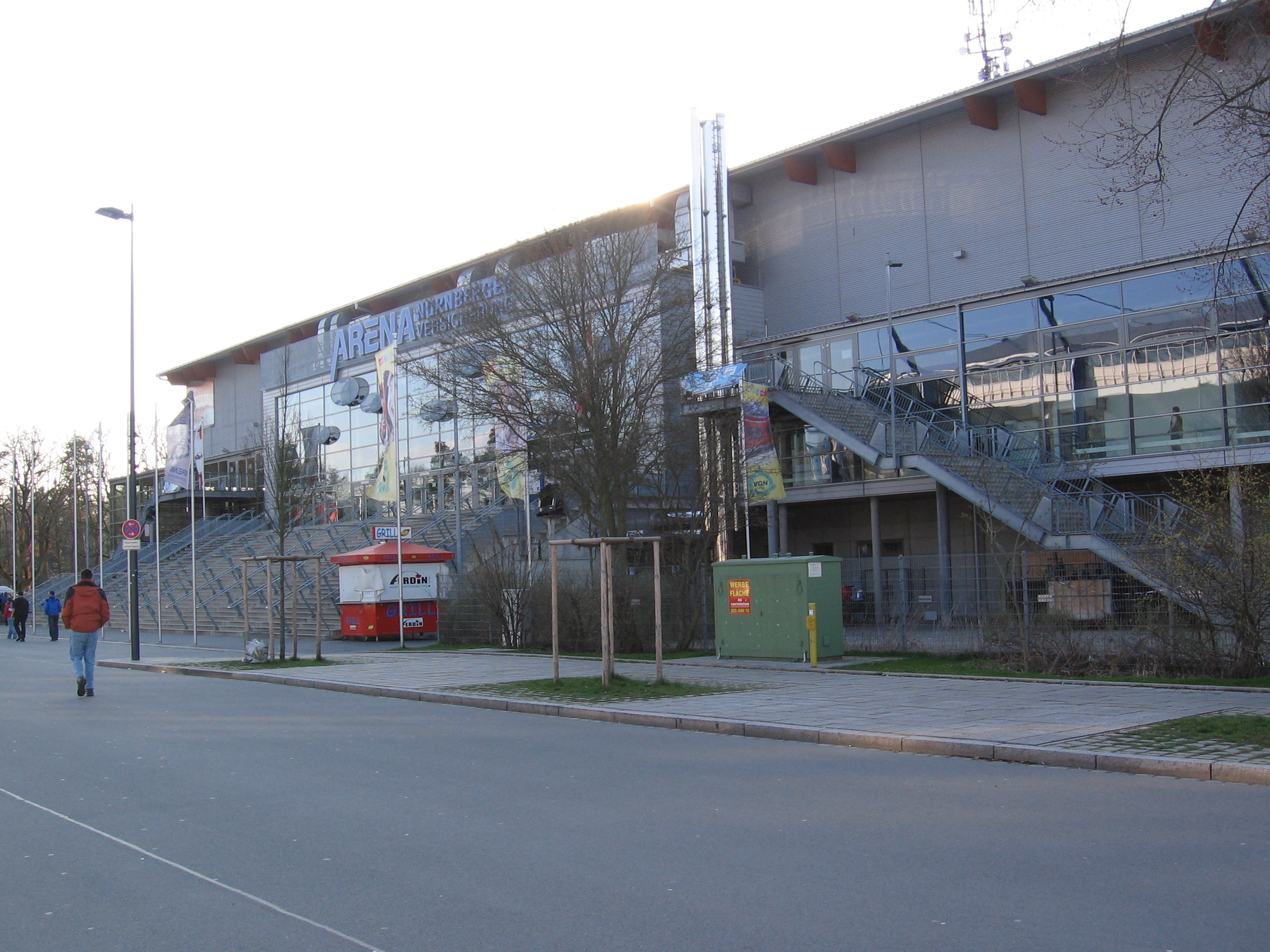
Der Haupteingang der Arena Nürnberger Versicherung (2007)

Seit Februar 2001 spielen die Nürnberg Ice Tigers in der PSD Bank Nürnberg Arena, einer Multifunktionshalle die auch für die Eishockey-Weltmeisterschaft 2001 in Deutschland genutzt wurde. Außerdem ist sie auch für Basketball, Handball und Hallenfußball umfunktionierbar.
Zuvor wurde im altehrwürdigen Linde-Stadion an der Äußeren Bayreuther Straße gespielt, das ursprünglich für die Olympischen Winterspiele 1936 von Garmisch-Partenkirchen errichtet wurde.
Das Stadion war nach beiden Seiten offen und hatte nur 800 Sitzplätze, welche sich in der Mitte der Haupt- und Gegentribüne befanden. Die Gegentribüne war nur eine provisorische Stahlrohrtribüne.
Nach größeren Umbaumaßnahmen Ende der 1980er Jahre stieg das Fassungsvermögen auf 4200 Plätze. Trotz des Umbaus war die Nachfrage größer als Plätze vorhanden waren.
Im Jahr 2001 bestritten die Nürnberg Ice Tigers ihr letztes Spiel im „Linde“. Für die Fans gab es noch ein Abschiedstrikot mit dem Aufdruck Servus Linde zu kaufen.
Noch im selben Jahr wurde das Stadion abgerissen und an dessen Stelle das Einkaufszentrum „Mercado“ errichtet.

## Vereinskultur

### Maskottchen
Pucki (* 7. Oktober 1997 im Nürnberger Linde-Stadion) ist das Maskottchen der Nürnberg Ice Tigers. Erdacht wurde er vom damaligen Torhüter der Ice Tigers Michel Valliere.
Das Maskottchen ist regelmäßig bei den Heimspielen vor Ort und begleitet darüber hinaus das Team sowie die Offiziellen bei diversen Presse- und Öffentlichkeitsterminen.